# 퓨전국악 연
퓨전국악 연은 대한민국의 국악 그룹이다. 2016년 1집 미니앨범 [NUCLASSIC]으로 데뷔했다.

## 음반
- NUCLASSIC (2016)
- 퓨전국악 연 아리랑 (2016)

## 공연
- 퓨전국악 연(娟)의 드루와 콘서트 (2015)